# 之形翹嘴脂鯉
之形翹嘴脂鯉（Pyrrhulina zigzag），為輻鰭魚綱脂鯉目脂鯉亞目鱂脂鯉科的其一種，為熱帶淡水魚，分布於南美洲亞馬遜河上游流域，體長可達3.5公分，棲息中底層水域，生活習性不明，可作為觀賞魚。